# Tudeils
Tudeils ist eine Gemeinde in Frankreich. Sie gehört zur Region Nouvelle-Aquitaine, zum Département Corrèze und zum Arrondissement Brive-la-Gaillarde.

## Geografie
An der östlichen Gemeindegrenze verläuft das Flüsschen Ménoire. Die vormalige Route nationale 140 tangiert Tudeils. Nachbargemeinden sind Marcillac-la-Croze im Südwesten, Lostanges im Westen und Norden, Chenailler-Mascheix im Osten und Nonards im Südosten.

## Bevölkerungsentwicklung
| Jahr      | 1962 | 1968 | 1975 | 1982 | 1990 | 1999 | 2008 | 2012 |
| --------- | ---- | ---- | ---- | ---- | ---- | ---- | ---- | ---- |
| Einwohner | 372  | 347  | 317  | 277  | 263  | 225  | 249  | 248  |

## Sehenswürdigkeiten
- Schlösser „Château de la Salvanie“, „Château de Lallé“ und „Château de Lacoste“
- Flurkreuz aus dem 15. Jahrhundert, heute ein Monument historique